# Zhang Jilin
Zhang Jilin (chinesisch 张继林, Pinyin Zhāng Jìlín, * 24. Juni 1986 in Harbin, Heilongjiang) ist eine chinesische Schachspielerin. Seit 2017 spielt sie für den australischen Schachverband.
Bei der Studentenweltmeisterschaft 2008 in Nowokusnezk belegte sie in der Konkurrenz der Studentinnen den dritten Platz. Bei der Frauenweltmeisterschaft 2008 in Naltschik, für die sie sich über das Zonenturnier 2007 in Tianjin qualifiziert hatte, schied sie in der ersten Runde mit 0,5:1,5 gegen Inna Gaponenko aus. In der chinesischen Mannschaftsmeisterschaft spielte sie 2005 für die Mannschaft Heilongjiang Pharmaceuticals, danach für Shandong, mit der sie 2007 und 2010 die chinesische Mannschaftsmeisterschaft gewann.
Im Jahre 2004 wurde Zhang Internationaler Meister der Frauen (WIM), seit 2007 trägt sie den Titel Großmeister der Frauen (WGM). Die WIM-Normen erfüllte sie bei der asiatischen Frauenmeisterschaft 2003 in Kozhikode, beim Aeroflot Open im Februar 2004 in Moskau und im August 2004 beim 1. Arthur Tan Malaysian in Kuala Lumpur, die WGM-Normen bei der chinesischen Frauenmannschaftsmeisterschaft 2002 in Beihai, bei der Juniorinnenweltmeisterschaft U20 in Jerewan 2006 sowie beim 3. Internationalen Masters in Singapur 2006. Für die australische Frauennationalmannschaft spielte sie bei den Schacholympiaden 2018, 2022 und 2024.
Ihre Elo-Zahl beträgt 2184 (Stand: Dezember 2024), damit liegt sie hinter Julia Ryjanova auf dem zweiten Platz der australischen Elo-Rangliste der Frauen. Ihre bisher höchste Elo-Zahl hatte sie mit 2361 im April 2008.
Bei internationalen asiatischen Schachturnieren fungiert sie als Schiedsrichterin. Nachdem sie 2008 den Titel FIDE Arbiter erhielt, trägt sie seit April 2010 den Titel International Arbiter des Weltschachbunds FIDE.